# 노상래
노상래(한국 한자: 盧相來, 1970년 12월 15일 ~ )는 대한민국의 전 축구 선수이자 현 지도자로 현역 시절 포지션은 공격수였으며 현재 울산 HD의 유소년 디렉터 겸 대한축구협회 기술발전위원을 맡고 있다.

## 클럽 경력
숭실대학교 졸업 후 1993년 실업 축구 한국주택은행에 입단하여 이듬해인 1994년 전국실업축구연맹전 추계대회 준우승과 전국축구선수권대회 준우승에 기여하는 맹활약을 펼쳤고 이러한 활약을 바탕으로 1995년 전남 드래곤즈에 입단하며 프로에 본격적으로 뛰어들었다.
이후 2002년까지 여덟 시즌 동안 전남의 핵심 공격수로 활약하며 1997년 K리그 준우승, 1997년 FA컵 우승, 1997년 아디다스컵 준우승, 1998년 K리그 4위, 1998년 FA컵 4강, 1999년 K리그 3위, 1998-99년 아시안 컵위너스컵 준우승, 2000년 대한화재컵 준우승 등에 기여했고 이 가운데 팀이 우승을 차지한 1997년 FA컵에서 득점상을 수상했고 1998-99년 아시안 컵위너스컵에서는 팀의 준우승에 기여한 공을 인정받아 대회 최우수선수상에 선정되는 영예를 안았으나 2000년 이후로 하향 곡선을 그리다가 2002년 전남으로부터 방출 통보를 받았다.
그리고 2003년 여덟 시즌 동안 몸 담았던 전남을 떠나 당시 신생팀이던 대구 FC로 이적하여 그 해 열린 2003년 FA컵에서 대구의 창단 첫 FA컵 8강 진출의 돌풍을 이끌었고 같은 해 4월 27일 부산 아이파크(당시 부산 아이콘스)와의 2003년 K리그 6라운드 경기에서는 40-40 클럽에 가입하는 기염을 토하기도 했으며 2004년 11월 20일 제주 유나이티드(당시 부천 SK)와의 2004년 K리그 후기리그 13라운드 원정 경기를 마지막으로 11년간의 선수 생활을 마무리했다.

## 국가대표팀 경력
1995년 대한민국 A대표팀에 첫 발탁된 뒤 같은 해 6월 10일 1988년 하계 올림픽 8강팀인 잠비아와의 1995년 코리아컵 국제축구대회 4강전에서 국제 A매치 데뷔골을 터뜨렸으나 팀은 2-3으로 석패하며 결승 진출이 좌절되었다.
이후 1996년 AFC 아시안컵 본선에 출전했으나 팀은 이란과의 8강전에서 알리 다에이에게 포트트릭을 얻어맞고 2-6의 대패를 당하며 대회를 마감했고 1998년 FIFA 월드컵 아시아 지역 예선에도 출전하여 태국과의 1차 예선 6조 2차전에서 득점을 기록하기도 했으나 김도훈 전 라이언 시티 세일러스 감독, 황선홍 대전 하나 시티즌 감독, 최용수 전 강원 FC 감독 등에 밀려 1998년 FIFA 월드컵 본선 출전이 불발되었다.
그리고 1998년 11월 13일 베이징에서 열린 중국 프로 선발팀과의 친선 경기에 출전했으나 이 경기는 프로 선발팀 명목으로 출전했기 때문에 공식 A매치 경기로 인정받지 못했다.

## 지도자 경력

### 초기 경력
은퇴 후 김희태 축구교실과 아주대학교에서 코치 생활을 했으며 2008년엔 친정팀인 전남 드래곤즈의 코치로 선임되어 4시즌동안 박항서 감독과 정해성 감독을 보좌했다.

## 대회 성적

### 클럽 (선수)
전남 드래곤즈
- K리그1 : 준우승 (1997), 3위 (1999), 4위 (1998)
- 코리아컵 : 우승 (1997), 4강 (1998)
- 리그컵 : 준우승 (1997 아디다스, 2000 대한화재), 4강 (1997 프로스펙스, 2000 아디다스)
- 아시안 컵위너스컵 : 준우승 (1998-99)

### 국가대표팀 (선수)
대한민국
- 코리아컵 국제축구대회 : 4강 (1995)

### 클럽 (지도자)
아주대학교
- 전국 춘계 1·2학년 대학 축구 대회 : 우승 (2007)

전남 드래곤즈
- 코리아컵 : 4강 (2015)
- 리그컵 : 준우승 (2008)

부산 아이파크
- K리그2 : 준우승 (2019)

### 개인
- K리그1 영플레이어상 : 1995
- K리그1 득점왕 : 1995 (15골)
- K리그1 공격포인트상 : 1995
- K리그1 베스트 11 : 1995
- FA컵 득점왕 : 1997 (6골)
- 올해의 키카골 : 1998
- 아시안 컵위너스컵 최우수선수 : 1998-99
- AFC 이달의 선수상 : 1999년 4월
- 전국 춘계 1·2학년 대학 축구 대회 지도자상 : 2007

## 참고 자료
- KFA 리포트 나의 선수시절 - 노상래' 전남의 전설이자 K리그 대표했던 캐넌 슈터